# نجد عكبر (الطيال)

تعديل مصدري - تعديل

نجد عكبر هي إحدى قرى عزلة السهمان بمديرية الطيال التابعة لمحافظة صنعاء، بلغ تعداد سكانها 43 نسمة حسب تعداد اليمن لعام 2004.